# 1697
1697 (MDCXCVII) je bilo navadno leto, ki se je po gregorijanskem koledarju začelo na torek, po 10 dni počasnejšem julijanskem koledarju pa na petek.

## Dogodki
- 1. januar

## Rojstva
- 24. april - Kamo no Mabuči, japonski šintoistični teolog, filozof, filolog in pesnik († 1769)

## Smrti
- 11. september - Elmas Mehmed Paša, osmanski državnik (* 1661)